# Wereldkampioenschappen moderne vijfkamp 1963
De wereldkampioenschappen moderne vijfkamp 1963 werden gehouden in Magglingen in de Zwitserland. Er stonden twee onderdelen op het programma alleen voor mannen. 

## Medailles

### Mannen
| Onderdeel   | Goud | Goud                                   | Zilver | Zilver                                    | Brons | Brons                                 |
| ----------- | ---- | -------------------------------------- | ------ | ----------------------------------------- | ----- | ------------------------------------- |
| Individueel | HUN  | András Balczó                          | HUN    | Ferenc Török                              | URS   | Igor Novikov                          |
| team        | HUN  | Ferenc Török István Mona András Balczó | URS    | Albert Mokejev Pavel Lednjev Igor Novikov | USA   | Robert Miller James Moore Paul Pesthy |

### Medaillespiegel
| Plaats | Land             | Goud | Zilver | Brons | Totaal |
| 1      | Hongarije        | 2    | 1      | 0     | 3      |
| 2      | Sovjet-Unie      | 0    | 1      | 1     | 2      |
| 3      | Verenigde Staten | 0    | 0      | 1     | 1      |
| Totaal | Totaal           | 2    | 2      | 2     | 6      |